# ゆめタウンはません
ゆめタウンはませんは、熊本県熊本市南区に位置するショッピングセンターである。
国道266号熊本浜線バイパスと国道57号熊本東バイパス沿いに立地している。
元々は、ニコニコ堂が「クリスタルモールはません（略称：クリモ）」という名称で運営していたショッピングセンターである。

## 概要
ニコニコ堂が、1998年（平成10年）2月20日に「クリスタルモールはません」として開業したのが始まりである。
1999年（平成11年）9月には、ニコニコ堂直営の売り場を増床し、「ホームファッションニトリ」の商品を導入した家具売り場を開設するなど営業力の強化を図った。
しかし、運営母体であった「ニコニコ堂」が2002年（平成14年）4月9日に熊本地方裁判所に民事再生法の適用を申請して事実上破たん。そして、同年6月11日に同社がイズミの支援を受けて経営再建をすることで合意し、その一環として大型店4店を譲渡することになった。この合意に伴い、同年7月からゆめタウン熊本がその4店舗を賃借して運営することになったため、当店の運営も同社に移管されることになった。
その後大規模な改装を行い、2003年（平成15年）10月23日に「ゆめタウンはません」として新装開業した。
競合する「ダイヤモンドシティ・クレア（現：イオンモール熊本）」が2005年（平成17年）10月10日に開業し、その影響を受けて当ショッピングセンターの売上は減少した。
しかし、「ダイヤモンドシティ・クレア」の開業後も、熊本市南部の大型ショッピングセンターの中で最も集客力がある状態を維持し、熊本県内の郊外型ショッピングセンターの集客範囲は店舗の近隣がほとんどとされている中では「ゆめタウン光の森」に次いで広域からの集客する郊外型ショッピングセンターとされている。
2006年（平成18年）3月にシネマコンプレックス棟を増設して「TOHOシネマズはません」を、本館とシネマコンプレックス棟の間にレストラン棟を開設して同年7月には1階の新レストラン街を、同年12月13日にはレストラン棟2階の物販フロアを、各々開設するなど大規模な施設の増強を行った。
また、シネマコンプレックス棟を増設した際に同館2階に家電量販店を招致し、2008年（平成20年）には家電棟を新設してベスト電器を入居させることになった。
2010年（平成22年）には、OUTLET-Jが出店したほか、4月16日に「ユニクロ」が当時としては熊本県内最大規模の店舗を出店し、売上が「ダイヤモンドシティ・クレア（現・イオンモール熊本）」の開業前の水準まで回復した。

## 沿革

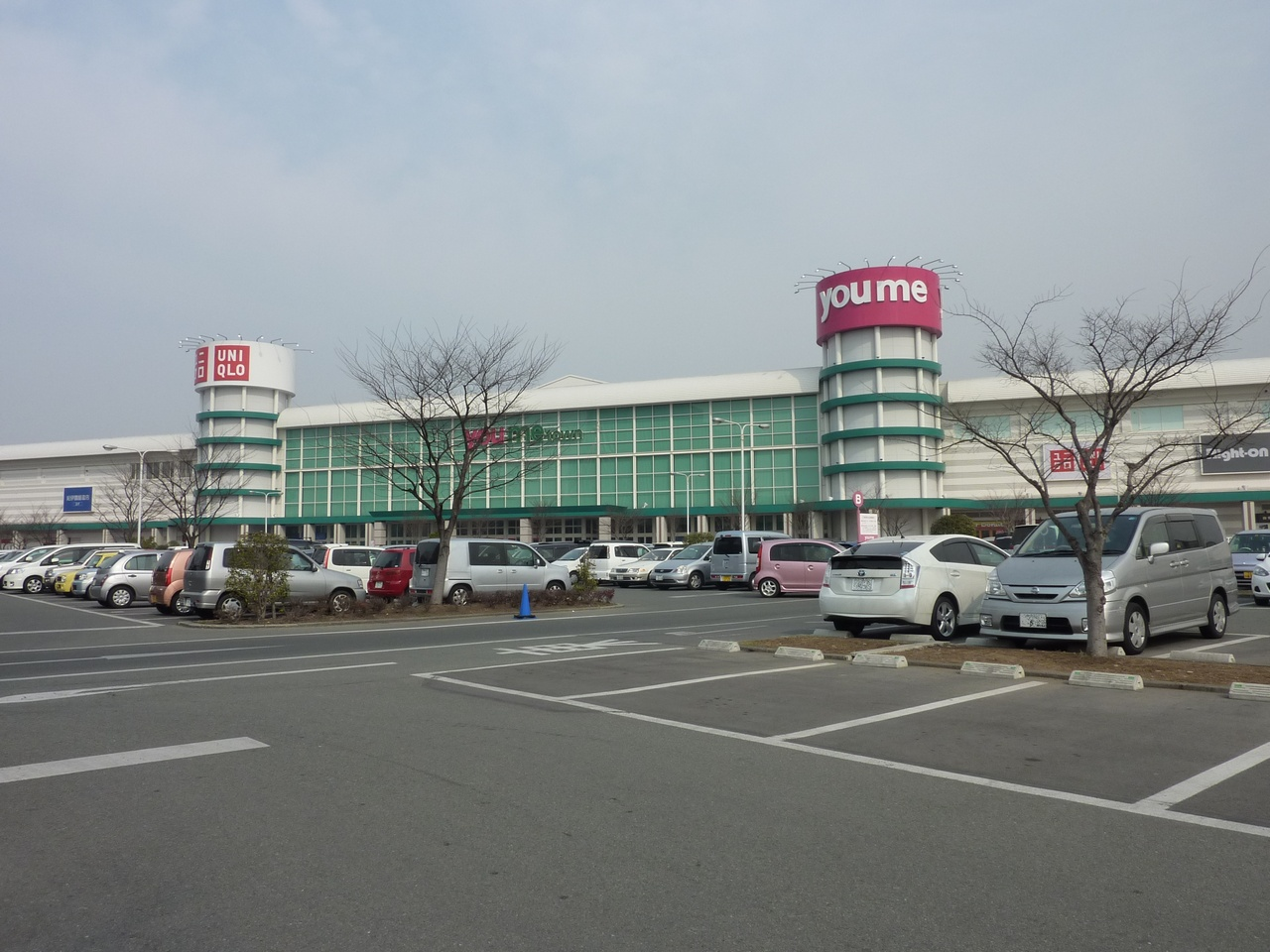
2011年2月当時の外観

- 1998年（平成10年）2月20日[2] - 「クリスタルモールはません」として開業[8]。
- 1999年（平成11年）9月 - ニコニコ堂直営の売り場を増床し[7]、「ホームファッションニトリ」の商品を導入した家具売り場を開設[9]。
- 2002年（平成14年）
  - 4月9日 - 「ニコニコ堂」が熊本地方裁判所に民事再生法の適用を申請して事実上破たん[10]。
  - 6月11日 - 「ニコニコ堂」がイズミの支援を受けて経営再建をすることで合意したと発表[11][12]。
  - 7月 - ゆめタウン熊本に運営を移管[5]。
- 2003年（平成15年）10月23日 - 大規模改装を行い、「ゆめタウンはません」として新装開業[13][5]。
- 2006年（平成18年）
  - 3月11日 - 「TOHOシネマズはません」が開業[17]。
  - 7月 - レストラン棟を開業[17]。
  - 12月13日 - レストラン棟2階の物販フロアを開業[18]。
- 2008年（平成20年）
  - 3月7日 - 「ベスト電器はません店」が開店。
  - 9月1日 - 運営会社のゆめタウン熊本が親会社のイズミに吸収合併され、イズミ直営店となる。
- 2009年（平成21年）
  - 10月8日 - 3階フロアリニューアルに伴い「紀伊國屋書店」が開店[21]。
  - 12月6日 - 「ホームファッションニトリ」が熊本近見店に伴い、閉店[22]。
- 2010年（平成22年）
  - 4月8日 - 3階に「OUTLET-J」が開店[14]。
  - 4月16日 - 3階に「ユニクロ」が開店[20]。
  - 6月24日 - ゆめタウンはません公式サイト開設。
- 2012年（平成24年）
  - 3月16日 - 別館2階に「ジーユー」が開店。
  - 3月29日 - 2階にイズミ直営専門店ショップのペット専門店「フレンズ」の1号店を開店[23]。
- 2013年（平成25年）
  - 3月1日 - 開店時間を30分繰り上げ、9時30分に変更。
  - 9月20日 - 3階に「ヒマラヤスポーツ」と「カーブス」が開店。
- 2016年（平成28年）
  - 4月 - 平成28年熊本地震の影響を受け、一時休業。
- 2018年（平成30年）
  - 3月1日 - 3階に「ロフト」が開店。

## 主なテナント
出店テナントの詳細は公式サイト「ゆめタウンはませんフロア案内」を参照。
- イズミ:約21,525m2[1]。
- ベスト電器:約4,233m2[6]。
- ユニクロ:約1,580m2[20]、2010年（平成22年）4月16日開店[20]。
- 紀伊國屋書店:約1,485m2[21]、2009年（平成21年）10月8日開店[21]。
- ロフト:約1,199m2、2018年（平成30年）3月1日開店[24][25]。
- アカチャンホンポ:2016年（平成28年）11月30日開店[26]。
- ライトオン:約600m2[18]、2006年（平成18年）12月13日開店[18]。
- 3COINS＋plus（スリーコインズプラス）
- ジュエルカフェ:2013年（平成25年）2月19日開店[27]。
- TOHOシネマズ:9スクリーン・1800席[19]。開館から2008年2月29日までは九州東宝による運営・経営であったが現在はTOHOシネマズが担っている。
- リビングカルチャーセンターはません校:2013年（平成25年）3月開業[28]。
TKU西日本新聞文化サークルはません校をTKUの子会社である熊本リビング新聞社を継承したもの[28]。

なお2022年の時点において、大戸屋についてはゆめタウンはませんに入居している店舗が熊本県内で唯一の出店となっている。

### 過去に存在したテナント
- ホームファッションニトリゆめタウン熊本店:2009年（平成21年）12月6日閉店[22]。
- OUTLET-J:2010年（平成22年）4月8日開店 - ?年?月?日閉店[14]。
- ヒマラヤスポーツ:2013年（平成25年）9月20日開店 - ?年?月?日閉店

## 交通アクセス

### 鉄道
- JR九州豊肥本線南熊本駅 タクシーで約10分

### バス
- 熊本中央病院バス停下車徒歩1分。

熊本バス
桜町BT2番のりば 水道町・九品寺・中央病院経由 P4-1：中の瀬車庫行きまたはP4-2：イオンモール熊本行き
産交バス
桜町BT25番のりば K1-5：県庁・中央病院・済生会病院経由 川尻町行き）※平日のみ運行、本数少

#### 熊本中央病院バス停留所
この項目は同病院構内に設置しているバス停留所を発着便を表記、なお一部を除き路線名を省略および熊本桜町バスターミナルは桜町BTに省略。
| 運行事業者 | 系統             | 行先 | 備考                                               |
| ---------- | ---------------- | --- | -------------------------------------------------- |
| 産交バス   | K1-5             | 桜町BT（県庁前、通町筋経由）                                                                             | 平日のみの運行                                     |
| 産交バス   | K1-5             | リバーグリーン八幡（済生会病院、五反田、川尻町経由）                                                     | 平日のみの運行                                     |
| 熊本バス   | P4-1・P4-2       | 桜町BT（ワンダーシティ前、尚絅校前、通町筋経由）                                                         | 同区間運行のM0-0・はません環状（右回り）は運休中。 |
| 熊本バス   | M0-0・P4-1・P4-2 | M0-0・P4-1中の瀬車庫（画図パークタウン経由）P4-2イオンモール熊本（画図PT、中の瀬車庫、鯰<バイパス>経由） |                                                    |

- なお、年末年始は「ゆめタウンはません」からの混雑および病院敷地内を鑑みて緊急車両および職員以外の立ち入りを制限のため病院構内を閉鎖。代替バス停留所として浜線バイパス側の出仲間<バイパス>・熊本中央病院入口（下り便のみ）があてがう。